# Lukas Petkov
Lukas Petkov (Friedberg, 1 de noviembre de 2000) es un futbolista búlgaro que juega en la demarcación de delantero para el SV Elversberg de la 2. Bundesliga.

## Selección nacional
Hizo su debut con la selección de fútbol de Bulgaria el 7 de septiembre de 2023 en un partido amistoso contra Irán que finalizó con un resultado de 0-1 a favor del combinado iraní tras el gol de Mohammad Mohebi.

## Clubes
| Club                          | País     | Año       | Partidos | Goles |
| ----------------------------- | -------- | --------- | -------- | ----- |
| F. C. Augsburgo II            | Alemania | 2018-2020 | 26       | 5     |
| F. C. Augsburgo               | Alemania | 2020-2021 | 3        | 0     |
| SC Verl (cedido)              | Alemania | 2021-2022 | 37       | 11    |
| F. C. Augsburgo II            | Alemania | 2022      | 3        | 1     |
| F. C. Augsburgo               | Alemania | 2022      | 7        | 0     |
| SpVgg Greuther Fürth (cedido) | Alemania | 2023-2024 | 46       | 3     |
| SV Elversberg                 | Alemania | 2024-     | 33       | 5     |